# Antho manaarensis
Antho manaarensis är en svampdjursart som först beskrevs av Carter 1880.  Antho manaarensis ingår i släktet Antho och familjen Microcionidae. Inga underarter finns listade i Catalogue of Life.